# Dumești (okręg Vaslui)
Dumești – wieś w Rumunii, w okręgu Vaslui, w gminie Dumești. W 2011 roku liczyła 1993 mieszkańców.